# ایمره بویدوشو
ایمره بویدوشو (انگلیسی: Imre Bujdosó؛ زادهٔ ۱۲ فوریهٔ ۱۹۵۹) شمشیرباز اهل مجارستان بود.